# Steinway & Sons
Steinway & Sons ([стайнуэй энд санз] с англ. — «Стэйнвей и Сыновья») — американская компания-производитель фортепиано. Основана в 1853 году. 
С 1995 года входит в конгломерат Steinway Musical Instruments, Inc.
Рояли Steinway & Sons известны своим мягким и сочным звучанием, а также достаточно большим сопротивлением клавиш клавиатуры. Стоимость инструментов Steinway & Sons очень высока.
Рояли Steinway & Sons с середины XX века стали фактическим стандартом в музыкальной индустрии: большая часть студийной звукозаписи осуществляется на роялях данной компании, и большинство крупных фортепианных концертов проводится с использованием роялей Steinway & Sons.

## История создания
Компания Steinway & Sons была основана в 1853 году в Нью-Йорке немецким иммигрантом краснодеревщиком Генрихом Энгельгардом Штайнвегом (позднее сменил имя на Генри Э. Стейнвей).
Штайнвег занимался изготовлением фортепиано с 1835 года в своём доме в Зезене, Германия. Фортепиано носили марку Steinweg. Он эмигрировал из Германии в Америку в 1850 году с женой и восемью из его девяти детей. Старший сын, К. Ф. Теодор Штайнвег, остался в Германии и продолжил делать фортепиано Steinweg, будучи партнёром известного продавца Фридриха Гротриана.
В 1853 году Генрих Штайнвег основал Steinway & Sons (рус. Стейнвей и сыновья). Его первая мастерская находилась на Манхэттене, Нью-Йорк. Первому фортепиано, произведённому Steinway & Sons, дали номер 483, потому что Штайнвег изготовил 482 фортепиано в Германии и не хотел начинать отсчёт заново. Инструмент 483 был продан нью-йоркской семье за 500 долларов и теперь выставляется в музее искусств «Метрополитен» в Нью-Йорке. Год спустя, из-за огромного спроса, компания переехала в помещение большего размера на Уокер-Стрит. Только в 1864 году семья изменила написание личных фамилий на Steinway.
К 1860-м годам Стейнвей построил новую фабрику на Парк-Авеню, которая занимала целый квартал. С 350-ю работниками производство увеличилось с 500 до 1800 фортепиано в год. Сами фортепиано подверглись многочисленным существенным улучшениям, основанным на научных исследованиях и улучшении понимания акустики. Почти половина 126 запатентованных изобретений компании были сделаны первым и вторым поколениями семьи Стейнвей. Фортепиано Стейнвея выиграли несколько важных призов на выставках в Нью-Йорке, Париже и Лондоне, к 1862 году они получили более 35 медалей.
В 1865 семья Стейнвей послала письмо К. Ф. Теодору Штайнвегу с просьбой, чтобы он оставил немецкую фабрику (к тому времени расположенную в Брауншвейге), и переехал в Нью-Йорк, чтобы возглавить семейную фирму, из-за смерти его братьев Генри и Чарльза от болезней. Теодор повиновался, продав свою долю немецкой компании партнёру, Вильгельму Гротриану (сыну Фридриха Гротриана), и двум рабочим — Адольфу Хелфферику и Х. Г. В. Шульцу. Немецкая фабрика изменила своё название с C.F. Theodor Steinweg на Grotrian, Helfferich, Schulz, Th. Steinweg Nachf. (последняя фраза означает «преемники Т. Штайнвега»), а позднее на Grotrian-Steinweg. В Нью-Йорке Теодор Штайнвег принял фамилию Стейнвей. В течение следующих 15 лет он продолжал держать дом в Брауншвейге и часто путешествовал между Германией и Соединёнными Штатами.
Приблизительно в 1870-х — 80-х Уильям Стейнвей (урождённый Вильгельм Штайнвег, сын Генриха Штайнвега) основал ремесленный городок в Куинсе в Нью-Йорке. Городок имел собственную жилую инфраструктуру и включал новую фабрику (всё ещё используемую сегодня) с литейным заводом и лесопилкой, зданиями для сотрудников, детским садом, почтовым отделением, отделом добровольческой пожарной охраны и парком. Городок Стейнвей позже стал частью Лонг-Айленда. Стейнвей-Стрит, одна из крупнейших улиц в этом районе названа в честь компании.
Чтобы достигнуть европейских клиентов, которые хотели приобрести фортепиано Steinway, и избегнуть высоких европейских налогов на импорт, Уильям и Теодор Стейнвей основали в 1880 году новую фабрику фортепиано в немецком городе Гамбург. Теодор Стейнвей даже хотел прекратить ездить в Америку и жить в Германии постоянно. Первым адресом фабрики Стейнвеев в Гамбурге была улица Шанценштрассе (нем. Schanzenstraße). Теодор Стейнвей стал главой немецкой фабрики, а Уильям Стейнвей вернулся на фабрику в Нью-Йорке. Фабрики в Гамбурге и Нью-Йорке регулярно обменивались опытом и продолжают делать это сегодня.
Теодор Стейнвей был талантливым изобретателем, который сделал много улучшений в конструкции фортепиано. Больше чем одна треть запатентованных изобретений компании по сей день принадлежит Теодору Стейнвею. Теодор Стейнвей умер в Брауншвейге в 1889 году, до конца жизни он успешно конкурировал с маркой Grotrian-Steinweg, но и гамбургская фабрика Стейнвея и брауншвейгская фабрика Grotrian-Steinweg стали известны как производители самых высококлассных немецких фортепиано.
В 1890 году компания Steinway стала поставщиком двора королевы Виктории. В следующие годы Steinway стала поставлять инструменты ко дворам Италии, Норвегии, Персии, Португалии, Румынии, России, Испании, Швеции и Турции.
Интересные события современной истории корпорации
- К 2000 году компания Steinway & Sons произвела инструмент № 550 000;
- компания начала выпуск двух новых бюджетных линеек фортепиано: Boston и Essex;
- компания открыла новые магазины-салоны в разных уголках мира. Наиболее важные новые магазины открыты в Японии, Корее и Китае.
- В 2003 году компания Steinway & Sons отметила своё 150-летие серией концертов в самом большом зале концертного комплекса «Карнеги Холл» — «Айзек Стерн Аудиториум».
- В апреле 2005 года компания Steinway & Sons праздновала 125-летие со дня открытия первой фабрики в Гамбурге. Сотрудники компании, дилеры, известные музыканты и друзья компании из разных стран мира отметили это событие праздничным концертом, в нём принимали участие музыканты-партнёры компании: Лан-Лан, Владимир Ашкенази, Детлеф Краус.
- Начиная с 2008 года под маркой Steinway & Sons выпускается премиальная аппаратура и акустические системы для домашнего кинотеатра и стерео.
- 18 сентября 2008 года умер Генри З. Стейнвэй — последний президент компании из представителей семьи Стейнвэй.
- 24 января 2009 года компания Steinway & Sons установила крупнейшую в мире систему кондиционирования и осушения воздуха, работающую от солнечного коллектора, установленного на крыше. Стоимость этой системы составляет 875 тысяч долларов США. Система поддерживает оптимальный баланс влажности воздуха и улучшает условия хранения инструментов.

## Модельный ряд
На фабрике Steinway & Sons в Нью-Йорке изготавливаются 6 моделей роялей и 3 модели пианино:
- рояли: S-155, M-170, O-180, A-188, B-211, D-274
- пианино: Sheraton Model P/45 Sketch 4510(116 см) , Professional Model P/45 Sketch 1098(118 см), Professional Model K-52(132 см)

На фабрике Steinway & Sons в Гамбурге изготавливаются 7 моделей роялей и 2 модели пианино:
- рояли: S-155, M-170, O-180, A-188, B-211, C-227, D-274
- пианино: V-125, K-132

### Недорогие рояли и пианино
Менее дорогие рояли и пианино компании Steinway & Sons распространяются под торговыми марками Boston и Essex. Эти инструменты изготавливаются из менее дорогих материалов, без использования пластика в механике. Их конструкция полностью разработана компанией Steinway & Sons, но производство осуществляется на фабриках других изготовителей.
Торговая марка Boston
Инструменты среднего класса — Boston — предназначены для рынков профессионального и полупрофессионального использования. Изготавливаются в Японии на фабрике компании Kawai Musical Instruments в г. Хамамацу. Объём производства инструментов Boston равен около 5000 шт. в год. Существует 5 моделей роялей Boston и 4 модели пианино. В настоящее время производится обновлённая концертная серия инструментов: Boston Performance Edition с использованием нескольких новых патентов Steinway & Sons.
Торговая марка Essex
Рояли и пианино торговой марки Essex — это наиболее доступная по цене линейка инструментов, созданных конструкторами Steinway & Sons. Рояли EGP-161 и 183 изготавливаются в Корее на фабрике Young Chang. Модели EGP-155 и 173 в настоящее время производятся китайским предприятием Перл ривер (Pearl River Piano Group).

## Образовательная деятельность Steinway & Sons
Более 110 консерваторий, университетов, колледжей и музыкальных школ мира используют для образовательных и концертных целей исключительно рояли и пианино компании Steinway & Sons.
Такие учебные заведения носят звание All-Steinway School.
Наиболее длительное партнёрство с компанией Steinway & Sons поддерживает Oberlin Conservatory of Music в г. Оберлин, штат Огайо. Они используют исключительно инструменты Steinway & Sons начиная с 1877 года. В 2007 году они приобрели свой 200-й инструмент Steinway.

## Ценовые рекорды
- Самый дорогой рояль в мире был создан в 2008 году под заказ на фабрике Steinway & Sons в Гамбурге. Его стоимость составила 1,2 миллиона евро. Для изготовления рояля потребовалось 4 года. Эксклюзивный инструмент был назван «Sound of Harmony» рус. «Звук гармонии». Для его отделки были использованы интарсии из сорока разных пород дерева, а на крышке воссоздана реплика полотна современного китайского художника Ши Ци (англ. Shi Qi). Рояль был представлен публике на выставке Expo 2010 в Шанхае (КНР). В настоящий момент он принадлежит коллекционеру Го Цинзяну (англ. Guo Qingxiang).
- Самый дорогой рояль, проданный через аукцион, был изготовлен в 1883—1887 годах фабрикой Steinway & Sons в Нью-Йорке и продан в 1997 году за 1,2 млн долларов США на аукционе Кристис (Christie's) в Лондоне. Эта цена в несколько раз превысила предыдущий мировой рекорд — 390 тыс. долларов США, отданных на аукционе за рояль Steinway, который в настоящее время выставлен в музее искусств Clark Art Institute.
- Самым дорогим пианино в мире стал инструмент, изготовленный компанией Steinway & Sons на фабрике в Гамбурге в 1970 году. В том же году его приобрёл Джон Леннон всего за 1500 долларов США. Леннон использовал этот инструмент для создания и записи песни Imagine и других известных композиций. Этот инструмент можно увидеть в фильме, снятом в доме Леннона в Англии в 1971 году, где Леннон поёт песню "Imagine" своей супруге Йоко Оно. В 2000 году фортепиано было продано британским коллекционером на аукционе. Победу одержал известный музыкант Джордж Майкл, предложив лучшую цену — 1,67 миллиона британских фунтов.